# Tommy Veitch
Tommy Veitch (Edimburgo, 16 ottobre 1949 – Clydebank, 16 ottobre 1987) è stato un calciatore scozzese, di ruolo centrocampista.

## Carriera
Nativo di Edimburgo, si formò calcisticamente nel Bonnyrigg Rose. Passò poi nel 1968 all'Hearts, club della massima serie scozzese, militandovi sino al 1972. Ottenne con i Maroons come miglior piazzamento in campionato il quarto posto nella Scottish Division One 1969-1970.
Nel 1972 si trasferisce in Inghilterra per giocare nel Tranmere, club di terza serie. Con il Tranmere giocò tre stagioni, retrocedendo in quarta divisione al termine della Third Division 1974-1975.
Nel 1975 viene ingaggiato dai Denver Dynamos, franchigia statunitense della NASL. Con la squadra di Denver non riuscì ad accedere ai playoff per il titolo della stagione 1975.
Terminata l'esperienza americana, torna in Inghilterra, prima all'Halifax Town e poi all'Hartlepool Utd.
Nel 1976 torna in patria per giocare con i cadetti del Morton, con cui vince la Scottish First Division 1977-1978. Veitch resta però a giocare nella serie cadetta con l'Airdrieonians, con cui ottiene la promozione in massima serie nella Scottish First Division 1979-1980, grazie al secondo posto ottenuto.
La stagione seguente scende di categoria per giocare nel Queen of the South, ottenendo una nuova promozione grazie al secondo posto ottenuto nella Scottish Second Division 1980-1981.

## Palmarès
- Scottish First Division: 1

Greenock Morton: 1977-1978